# Gladiusite
La gladiusite è un minerale.

## Etimologia
Il nome deriva dalla morfologia dei cristalli che ricordano una lama dalla doppia faccia, quale era appunto l'arma latina detta gladio, in latino gladius.